# Fiesso Umbertiano
Fiesso Umbertiano – miejscowość i gmina we Włoszech, w regionie Wenecja Euganejska, w prowincji Rovigo.
Według danych na rok 2004 gminę zamieszkiwały 4134 osoby, 153,1 os./km².